# Synecdemus
El Synecdemus o Synekdemos (en griego: Συνέκδημος) es un texto geográfico, atribuido a Hierocles, con una tabla de divisiones administrativas del Imperio bizantino y sus ciudades. El trabajo está datado en el reinado de Justiniano y antes de 535, cuando  el imperio se dividía en 912 ciudades repartidas en 64 eparquías. El Synecdemus, junto con el trabajo de Esteban de Bizancio es una de las fuentes principales de la obra De Administrando Imperio de Constantino VII. 
El synecdemus ha sido publicado en varias ediciones desde 1735, notablemente por Gustav Parthey (Hieroclis Synecdemus; Berlín, 1866) y posteriormente en un texto corregido por A. Burckhardt en la Biblioteca Teubner. La publicación más reciente es de E. Honigmann (Le Synekdèmos d'Hiéroklès et l'opuscule géographique de Georges de Chypre; Bruselas, 1939).